# Tan Wee Kiong
Pour les articles homonymes, voir Wee.
Tan Wee Kiong (en chinois simplifié : 陈炜强), est un joueur malaisien professionnel de badminton.

## Carrière

### Jeux olympiques
En 2016 à Rio de Janeiro au Brésil, pour sa première participation aux Jeux olympiques, il décroche la médaille d'argent en double hommes, associé à Goh V Shem. Ils perdent finale contre les chinois Fu Haifeng et Zhang Nan.

### Grands championnats

#### Jeux Asiatiques
En 2014 à Incheon, il décroche deux médailles de bronze : l'une en double hommes et l'autre par équipe. 

### Par équipes
Tan Wee Kiong fait partie de l'équipe malaisienne qui décroche la médaille d'argent en 2014 et celle de bronze en 2016. 